# Julio Campero y Aráoz
Julio Campero y Aráoz (San Salvador de Jujuy, 8 de noviembre de 1873-Salta, 20 de febrero de 1938) fue un obispo y escritor argentino, último obispo de la Diócesis de Salta antes que fuera elevada a la categoría de Arquidiócesis (1934)

## Biografía

### Familia
Era hijo de Fernando María Campero Barragán y de Corina Araóz y Trigo. Nieto del IV Marqués de Yavi, el coronel  Juan José Feliciano Fernández Campero y Pérez de Uriondo Martiarena,  héroe de la independencia, quien muriera como prisionero de los realistas en Kingston, Jamaica, cuando era trasladado a España para ser juzgado como noble alzado en armas contra la Corona Española. 

### Sacerdocio
Desde muy temprana edad demostró su inclinación por la vida religiosa, ingresando al Seminario Conciliar de Salta, donde fue ordenado sacerdote el 21 de junio de 1896. Escribió en 1906 la novela "Filomena, el martirio de una joven cristiana", inclinado a la literatura de inspiración mística y poesía, pasión que compartió con su prima Lindaura Anzoátegui Campero, primera dama boliviana y su sobrino Octavio Campero Echazú, Gran Premio de Literatura (Bolivia- 1970). La Academia Argentina de Letras le ofreció un escaño como miembro de número, ofrecimiento que rechazó por su dedicación al ministerio eclesiástico. 

### Episcopado

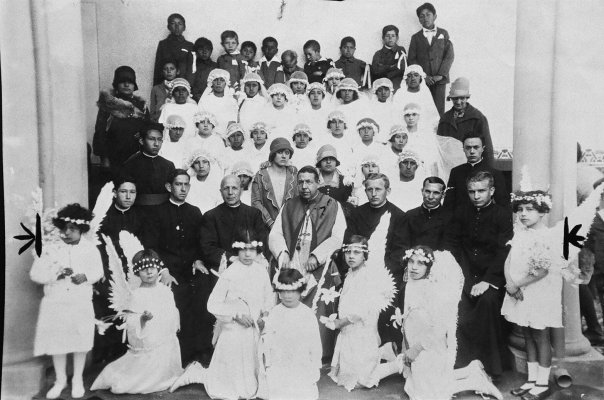
El Obispo Julio Campero y Aráoz en una gira pastoral. Fecha desconocida.

Se desempeñó en cargos religiosos en las Provincias de Salta y Jujuy, hasta que el papa Pío XI lo designó obispo titular de la diócesis de Salta, en junio de 1923, siendo instalado en su sede el 23 de octubre de ese año. Con ocasión de su designación como obispo, la familia Campero donó algunas joyas pertenecientes a los marqueses de Yavi al Señor y la Señora del Milagro de Salta, en cuyos mantos y coronas, hoy se encuentran engarzadas. 

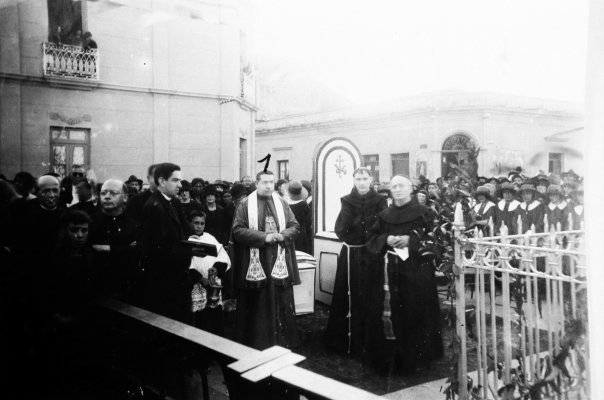
El Obispo Julio Campero y Aráoz en una ceremonia religiosa. Archivo General de la Nación Argentina.

El obispo Julio Campero y Aráoz al frente de la diócesis promovió obras de beneficencia y la construcción de nuevos templos en las zonas rurales de Salta. De su propio peculio costeó obras de refacción y amoblamiento de la Catedral de Salta. Su desempeño pastoral no le impidió que continuara dando conferencias sobre arte y literatura en la Argentina y en Europa. 

### Fallecimiento
Renunció a su sede el 23 de junio de 1934, siendo nombrado por Pío XI, obispo del título de Sophene. Se retiró a la localidad salteña de La Choza, donde falleció el 20 de febrero de 1938. Sus restos fueron sepultados en el Convento de los Carmelitas Descalzos en Salta, casa religiosa que fundara gracias a la donación de terrenos que pertenecían al acervo patrimonial del Marquesado de Yavi, ubicados en la zona aledaña al casco urbano de la ciudad.

## Honores
La calle Obispo Campero de su ciudad natal, San Salvador de Jujuy y otra homónima en la ciudad de Salta, se denominan en su honor.